# Sotheby's
Sotheby's è una casa d'aste del Regno Unito, tra le più importanti e con centinaia di filiali nel mondo, la cui sede storica è in New Bond Street, a Londra.

## Storia
Venne fondata l'11 marzo 1744 da Samuel Baker, un libraio che dette via all'attività vendendo alcuni volumi di una biblioteca privata; proseguì l'attività John Sotheby, nipote di Baker. Per un periodo l'azienda si chiamò Sotheby, Wilkinson and Hodge, per tornare poi al solo Sotheby's.
Fin dalla sua nascita si distingue come leader nel mondo delle aste. A Sotheby's è infatti stata affidata la vendita di molti tesori del mondo tra cui: la biblioteca di Napoleone a Sant'Elena, i gioielli della duchessa di Windsor, il patrimonio di Jacqueline Kennedy Onassis, La strage degli innocenti di Rubens, Garçon à la Pipe di Picasso, la prima stampa della Dichiarazione d'indipendenza e la collezione di Martin Luther King.
Nel 1955 si espande da Londra a New York, fino ad arrivare a condurre vendite a Hong Kong e nell'allora Unione Sovietica.
Nel 1964 acquisì la Parke-Bernet: allora la più grande casa d'aste di arte negli Stati Uniti.
Oggi è costituita da 90 sedi in tutto il mondo e ogni anno si conducono circa 250 aste.
In tempi recenti, il milionario Alfred Tautman, che acquistò l'azienda nel 1983, è stato accusato e giudicato colpevole di attività illecite.
Sotheby's è la seconda casa d'asta più antica d'Inghilterra, dopo la Stockholms Auktionsverk fondata nel 1674.
A partire dal 2000 ha iniziato a realizzare vendite anche sul web. In Italia ha uffici a Roma, Milano, Torino e Firenze.
Il 17 giugno 2019 è acquisita da BidFair Usa, società interamente controllata dal magnate delle telecomunicazioni e collezionista d'arte franco-israeliano con residenza in Svizzera Patrick Drahi, per 3,7 miliardi di dollari (57 dollari per azione con un premio del 61%). L'operazione prevede il delisting dopo 31 anni di quotazione in Borsa.

## Aste celebri

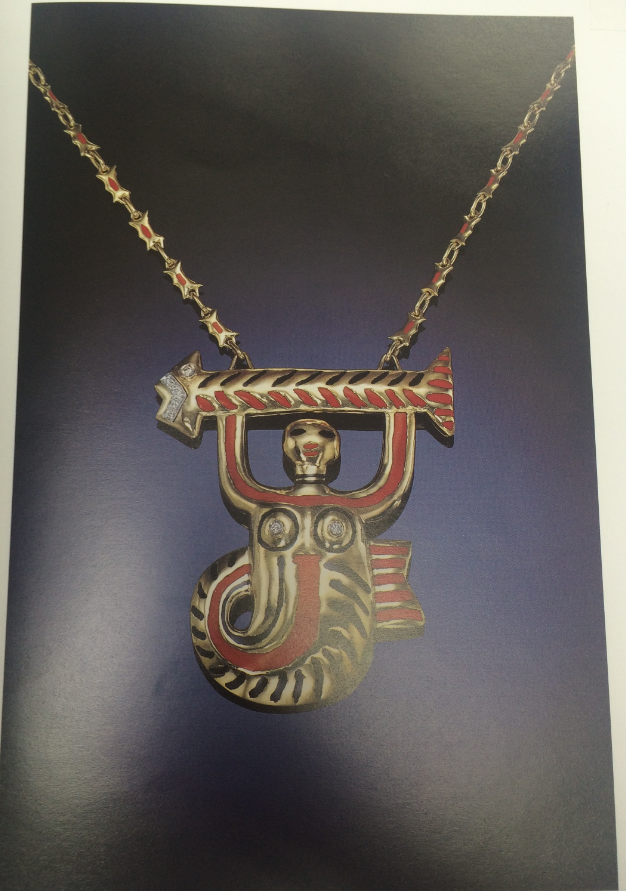
Dirce Repossi collana in oro 18 carati e diamanti per l'evento "Un gioiello per la vita"

- Nel 1958, durante la cosiddetta asta Goldschmidt, una collezione privata, in 21 minuti sono venduti 7 dipinti, realizzando un totale di vendita di 781 000 sterline, il più alto mai raggiunto a quel tempo in un'asta di opere d'arte.
- Nel 1990, Sotheby's Italia partecipa ad un evento di solidarietà "Un gioiello per la vita" con 21 celebrità e 21 gioielli di Valenza.
- Il 22 maggio 2002 il dipinto Rosie the Riveter di Norman Rockwell è venduto per 4,96 milioni di dollari.
- Il 3 maggio 2006 Sotheby's mette all'asta Dora Maar au Chat di Pablo Picasso venduta per 95 milioni di dollari a un acquirente sconosciuto, diventando la seconda opera d'arte più costosa mai venduta all'asta in quel periodo.
- Nel maggio 2007 Sotheby's stabilisce il record del mondo per la più costosa opera d'arte contemporanea mai venduta all'asta, con il White Center (Yellow, Pink and Lavender on Rose) di Mark Rothko, che incassa 72,8 milioni di dollari venduto da David Rockefeller.
- Il 7 giugno 2007 una scultura in bronzo di Artemide e il cervo di epoca romana è venduta da Sotheby's alla Albright-Knox Art Gallery di Buffalo per 28,6 milioni di dollari, superando di gran lunga le sue stime e stabilendo il nuovo record come la più costosa opera dell'antichità mai venduta all'asta.
- Il 6 dicembre 2007 Sotheby's mette all'asta la Leonessa di Guennol, un leone di calcare proveniente dall'antica Mesopotamia vecchio di almeno 5 000 anni, e che viene venduto per 57 milioni di dollari, il prezzo più alto mai pagato all'asta per una scultura.
- Il 15 dicembre 2007 Sotheby's mette all'asta una copia in edizione limitata di Le fiabe di Beda il Bardo di J.K. Rowling. Il libro è acquistato per un prezzo di 3 835 980 di dollari per conto di Amazon. Il romanzo, che conteneva storie per bambini, è stato originariamente menzionato nella serie di romanzi di Harry Potter. J.K. Rowling ha terminato la storia vera e propria alla fine del 2007. Ne esistono solo sette copie, ciascuna delle quali unica per la copertina. Sei sono state regalate a coloro che le erano vicini, mentre l'ultima "edizione di pietra di luna" è messa all'asta e il ricavato destinato all'organizzazione benefica The Children's Voice. Ogni copia rilegata in pelle è stata scritta e illustrata a mano da J.K. Rowling.
- Il 19 dicembre 2007 Sotheby's mette all'asta una copia della Magna Carta, l'ultima copia rimasta in mani private sulle 17 esistenti, che viene venduta per 21,3 milioni di dollari.
- Il 12 novembre 2008 viene venduta all'asta la versione del 1861 del dipinto di Francesco Hayez Il bacio per 416 000 sterline.
- Il 3 febbraio 2010 la scultura L'Homme qui marche I di Alberto Giacometti è venduta a Londra per 65 milioni di sterline.
- Il 6 dicembre 2010, una copia completa della prima edizione di The Birds of America è stata acquistata a Londra  dal mercante d'arte londinese Michael Tollemache per 7 321 250 milioni di sterline [5] (circa 11,5 milioni di dollari americani, 8,8 milioni di euro)[6], il prezzo più alto mai pagato per un libro stampato.
- Il 2 maggio 2012 una versione del dipinto L'urlo è venduta per 119 922 500 dollari.
- Il 12 ottobre 2012 il dipinto Abstraktes Bild di Gerhard Richter è venduto per 34 milioni di dollari USA, stabilendo il record per un'opera di un artista vivente.
- L'11 novembre 2014 il Patek Philippe Henry Graves Supercomplication diventa l'orologio più costoso mai venduto all'asta, raggiungendo un prezzo finale di 23,98 milioni di dollari .